# Najma Chowdhury
Najma Chowdhury (bengalí: নাজমা চৌধুরী)  (Sylhet, 26 de febrer de 1942 - Dacca, 8 d'agost de 2021) fou una feminista i docent de Bangladesh, pionera en l'establiment d'estudis sobre la dona al seu estat. Fundà el Departament d'Estudis sobre la Dona i el Gènere de la Universitat de Daca al 2000 i fou assessora del primer govern provisional al 1996. El 2008, li concediren el premi Ekushey Padak de recerca.

## Biografia

### Primers anys i estudis
Chowdhury nasqué el 26 de febrer del 1942 a Sylhet. Era la tercera filla de Chowdhury Imamuzzaman i Amirunnesa Khatun, després de la mort dels dos primers fills. Son pare era enginyer civil. La seua etapa escolar començà a Assam, l'Índia. Després la seua família es traslladà a Daca, i Chowdhury estudià l'Escola Bidya Mandir i a la Universitat de Daca. Comença la carrera com a professora del departament de ciències polítiques en aquesta institució el 1963.

### Carrera
El 1966, obté una beca de la Commonwealth per a realitzar un doctorat a l'Escola d'Estudis Orientals i Africans de Londres. Després d'obtenir el doctorat, torna al seu país el 1972. Fou presidenta del departament de ciències polítiques des del 1984 fins al 1987 en la universitat. Va introduir-hi cursos relacionats amb l'apoderament de les dones.
Amb el seu esforç i el d'altres professors, es va establir el departament d'estudis sobre dones i gènere en la Universitat de Daca al 2000. S'incorporà al departament com a professora el 2003 i després en fou presidenta. També fou professora emèrita de la universitat.
Fou assessora del primer govern provisional del 1996, en el Ministeri de dones i infants i en el de Benestar social, treball i mà d'obra. El 1994 publicà amb Barbara Nelson Women and Politics Worldwide.

### Defunció
Va morir per COVID-19 el 8 d'agost del 2021 a Daca.